# Kimberly Carson
Kimberly Carson (nacida el 27 de septiembre de 1962) es una actriz pornográfica. Ganó el XRCO Award de 1985 como Mejor Actriz de Reparto por la película Girls on Fire.

## Filmografía parcial
- Young and Restless (1983)
- Frisky Business (1984)
- Sweet Hitchhiker (1984)
- Girl On The Run (1984)
- Girls on Fire (1985)
- Wild Things 1 (1985)
- New Wave Hookers (1985)